# Kapellenkreuzweg Kloster Altstadt
Koordinaten: 50° 6′ 38″ N, 9° 52′ 23,6″ O

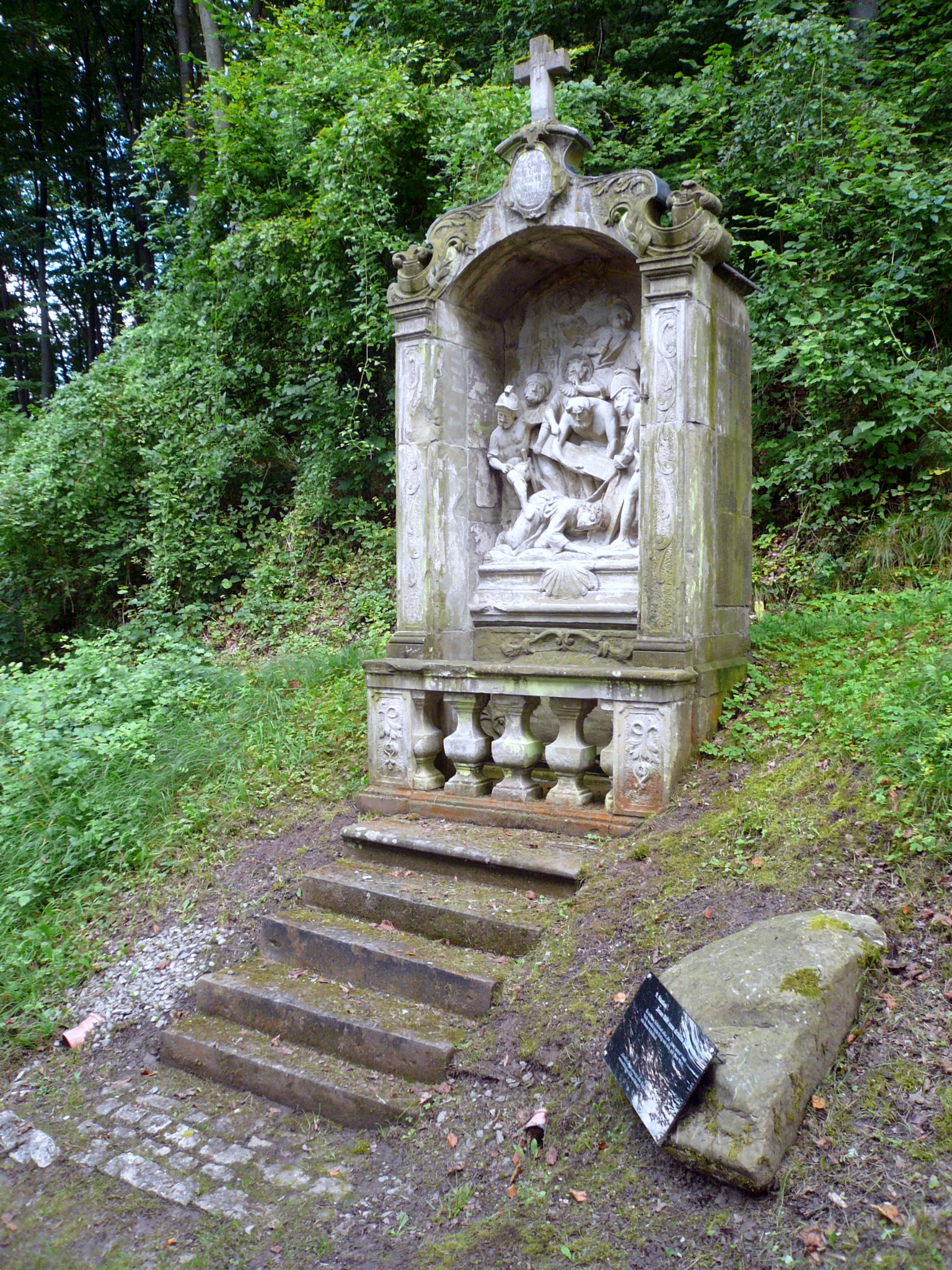
Station 9 – Kapellenkreuzweg

Der Kapellenkreuzweg Kloster Altstadt liegt westlich von Hammelburg im unterfränkischen Landkreis Bad Kissingen und wurde 1733 erbaut. Als Rundweg angelegt führt er mit einer Länge von etwa einem Kilometer um das Kloster Altstadt herum, auf dessen Vorplatz der Ausgangs- und Endpunkt liegt. Der Kreuzweg bildet den Höhepunkt einer jahrzehntelangen Bautätigkeit am Kloster Altstadt. Er erlangte für die damalige Zeit überregionale Bedeutung und diente als Vorbild für weitere Kreuzwege.

## Geschichte

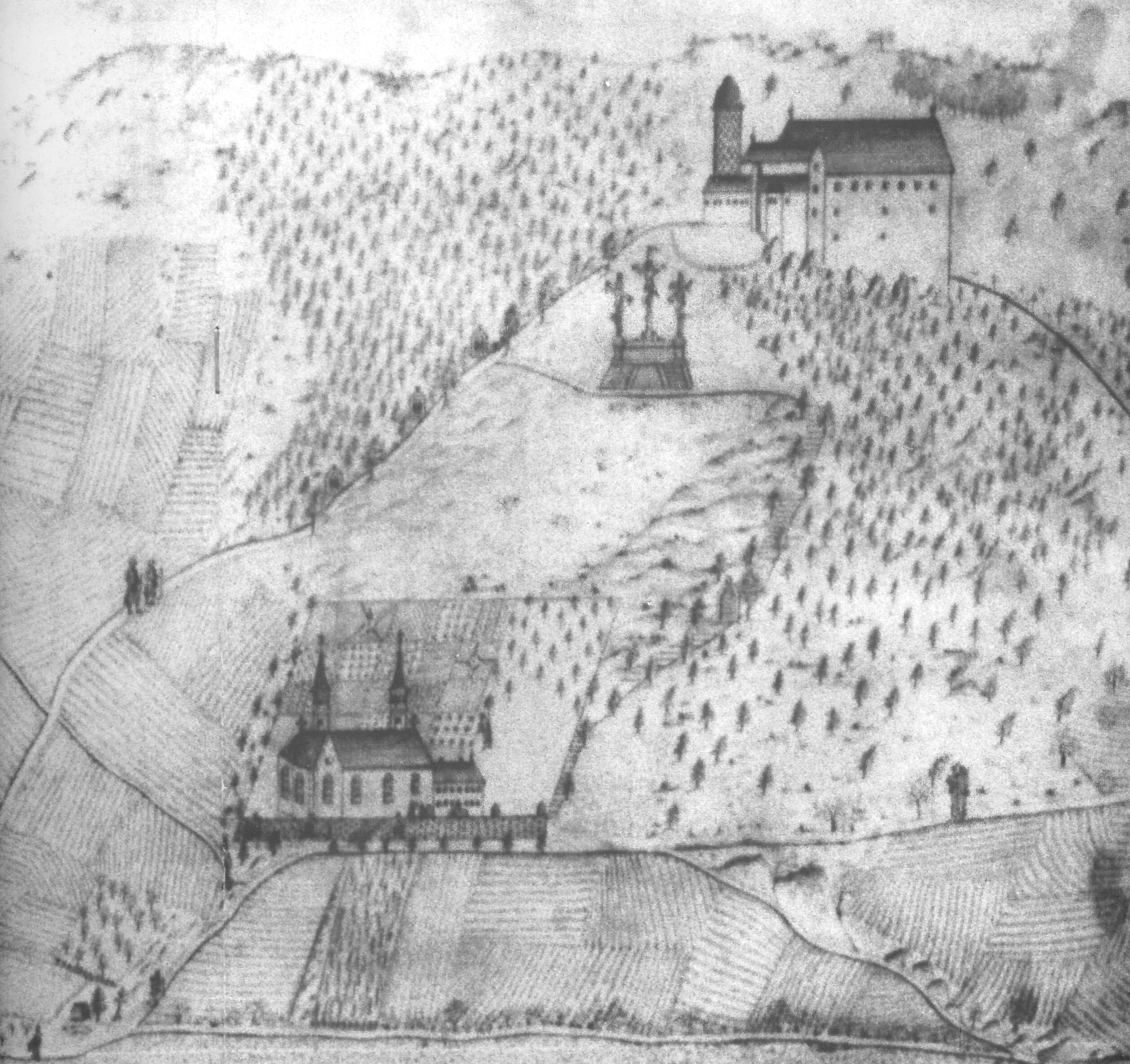
Ausschnitt aus einer Zeichnung von 1794 mit der ältesten Ansicht des Kapellenkreuzweges

Die Franziskaner (OFM) erhielten 1686 durch Papst Innozenz XI. das Recht, auf den Kreuzwegen Ablässe zu gewähren. Diese waren zunächst auf die Ordensbrüder beschränkt, wurden dann 1726 unter Papst Benedikt XIII. auf alle Gläubigen ausgedehnt. Den Pilgern wurden dadurch nach katholischer Auffassung die zeitlichen Sündenstrafen durch Gebete teilweise oder ganz erlassen. Das führte in der ersten Hälfte des 18. Jahrhunderts zu einer Blütezeit der Kreuzwegandacht. Daraufhin ließen die Brüder des Franziskanerklosters Altstadt, das 1649 durch die thüringische Observantenprovinz St. Elisabeth gegründet wurde, 1733 den Kreuzweg mit 14 Stationen anlegen. Somit entstand in dieser Form ein Unikat auf dem Gebiet des Hochstifts Fulda. Der ehedem schon beliebte Wallfahrtsort zu den 14 Nothelfern erfuhr damit einen nochmaligen Aufschwung.

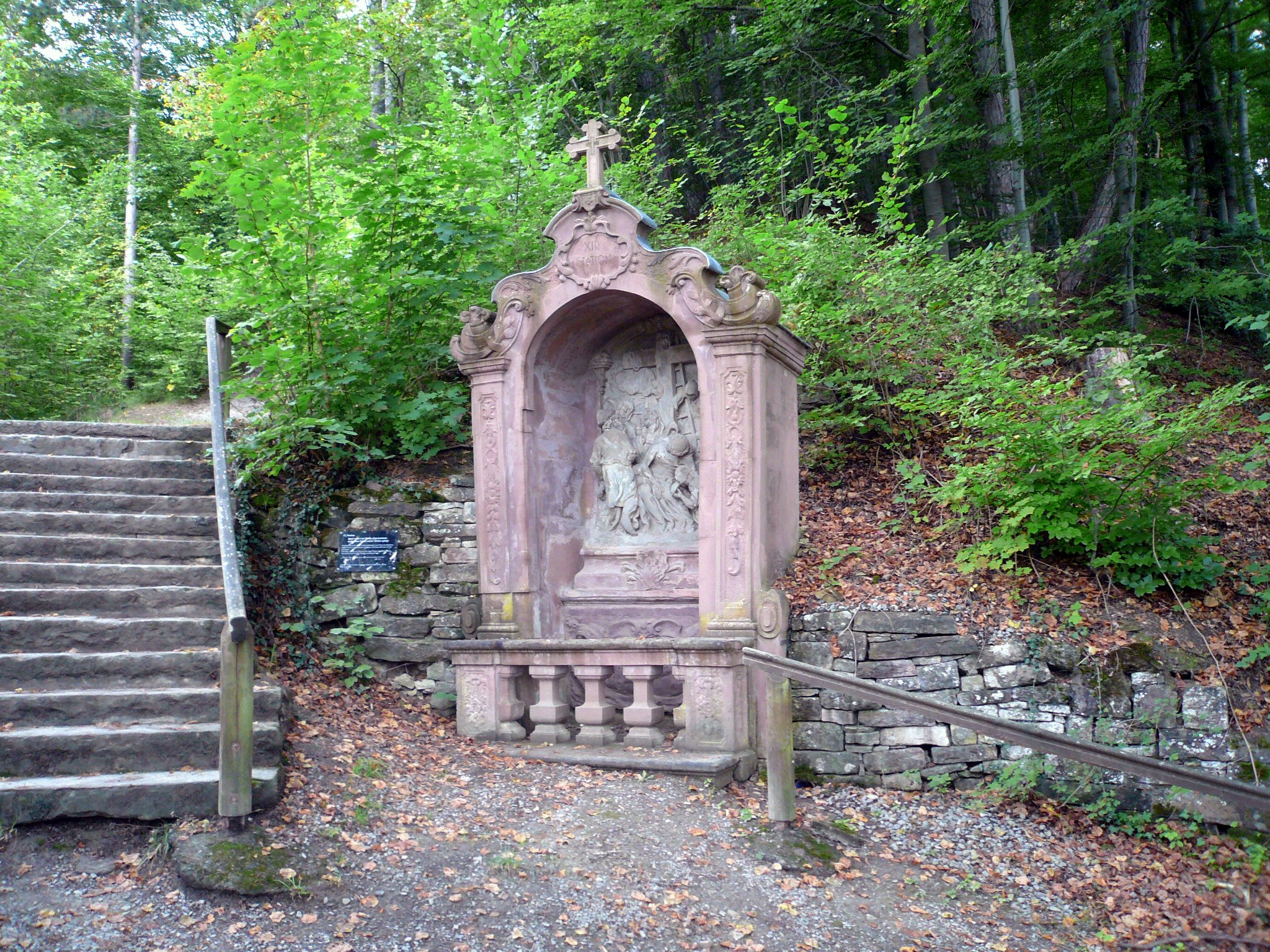
Station 13

Bis in die 1980er-Jahre wurden in der Fachliteratur die Kapellenkreuzwege der Lombardei als Vorbild für den Kreuzweg des Klosters Altstadt genannt, beispielsweise in Orta San Giulio und Vares. Diese Einschätzung findet sich in der aktuellen Literatur nicht mehr. Mittlerweile gilt der 1710 erstmals in Deutschland errichtete Kapellenkreuzweg am Kloster Kreuzberg in der Rhön als unmittelbares Vorbild. Der Grund für diese Annahme sind die vielen auffälligen Parallelen: Beide Kreuzwege haben mit Ausnahme der Station 12 als Kapellen gestaltete Stationen und bei beiden liegt die zwölfte Station am höchsten Punkt des Kreuzweges. Beide Kreuzwege haben eine aufwändig gestaltete 14. Station in Form einer Grabkapelle. Allerdings gibt es einen Unterschied: Beim Kloster Kreuzberg in der Rhön befindet sich diese in der Nähe des Gipfels und weit weg von der ersten Station. Beim Kloster Altstadt befindet sich die 14. Station direkt vor der Kirche, wenige Meter entfernt von der ersten Station. Somit wird der Rundweg komplettiert, indem der Pilger mit der letzten Station wieder zum Ausgangspunkt zurückkehrt. 
Die Errichtung des Altstadt-Kreuzweges wurde 1886 in der Chronik des Klosters Altstadt festgehalten:

„1733 wurden die Kreuzwegstationen in Altstadt errichtet mit Erlaubniß der geistlichen Behörde in Fulda. Sie sind von Stein und bemalt, und hat zu jeder Station ein Franziskaner ein Chronostichon gemacht.“

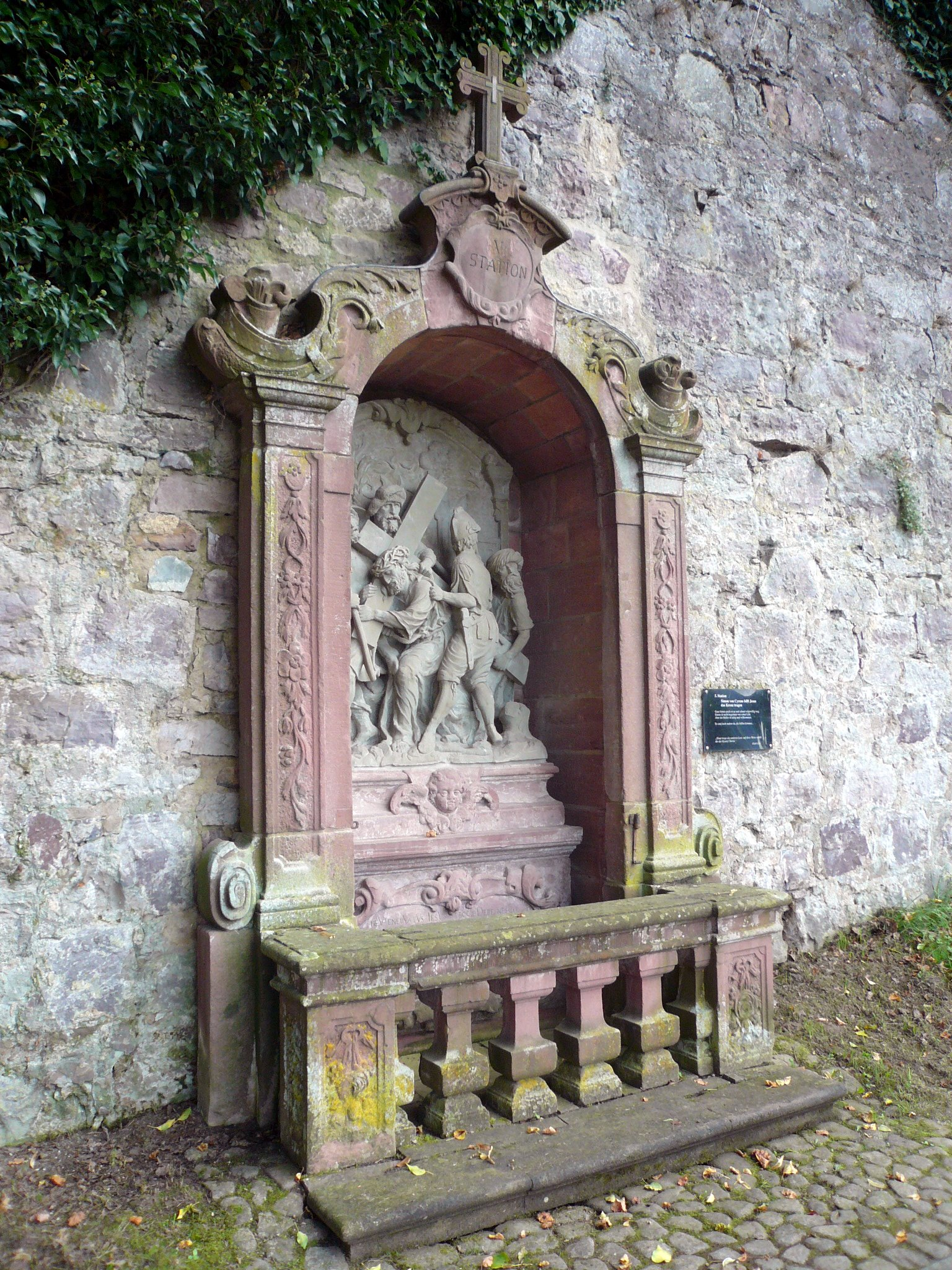
Station 5 – teilweise in die Klostermauer eingelassene Station

Pater Adrian Zeininger, der dies 1886 in der Chronik niederschrieb, machte keine Angaben über den Erhaltungszustand des Kreuzweges. Nach der Jahrhundertwende, im Jahr 1909, berichtete der Guardian Zeininger den Denkmalschutzbehörden von dem besorgniserregenden Zustand des Kreuzwegs, woraufhin diese sich damit befassten. Zwei Vertreter des Generalkonservatoriums zur Erhaltung der Kunstdenkmäler in Bayern untersuchten die einzelnen Stationen des Kreuzwegs und stellten deren Renovierungsbedürftigkeit fest. Dabei stellte sich heraus, dass die Darstellungen ursprünglich farbig gefasst waren und erst später mit weißer Farbe überstrichen wurden. Ein weiterer Bericht über den Zustand des Kreuzweges war im Hammelburger Journal am 13. Juli 1909 zu lesen. Der Autor des Artikels vertritt darin die Meinung, die Renovierung des Kreuzweges wäre dringend notwendig. Die Nischen seien teilweise baufällig und die Figuren vielfach verstümmelt. An mehreren Stationen wären die Verschlussgitter lose und die Inschriften unleserlich.

### Erste Renovierungsphase

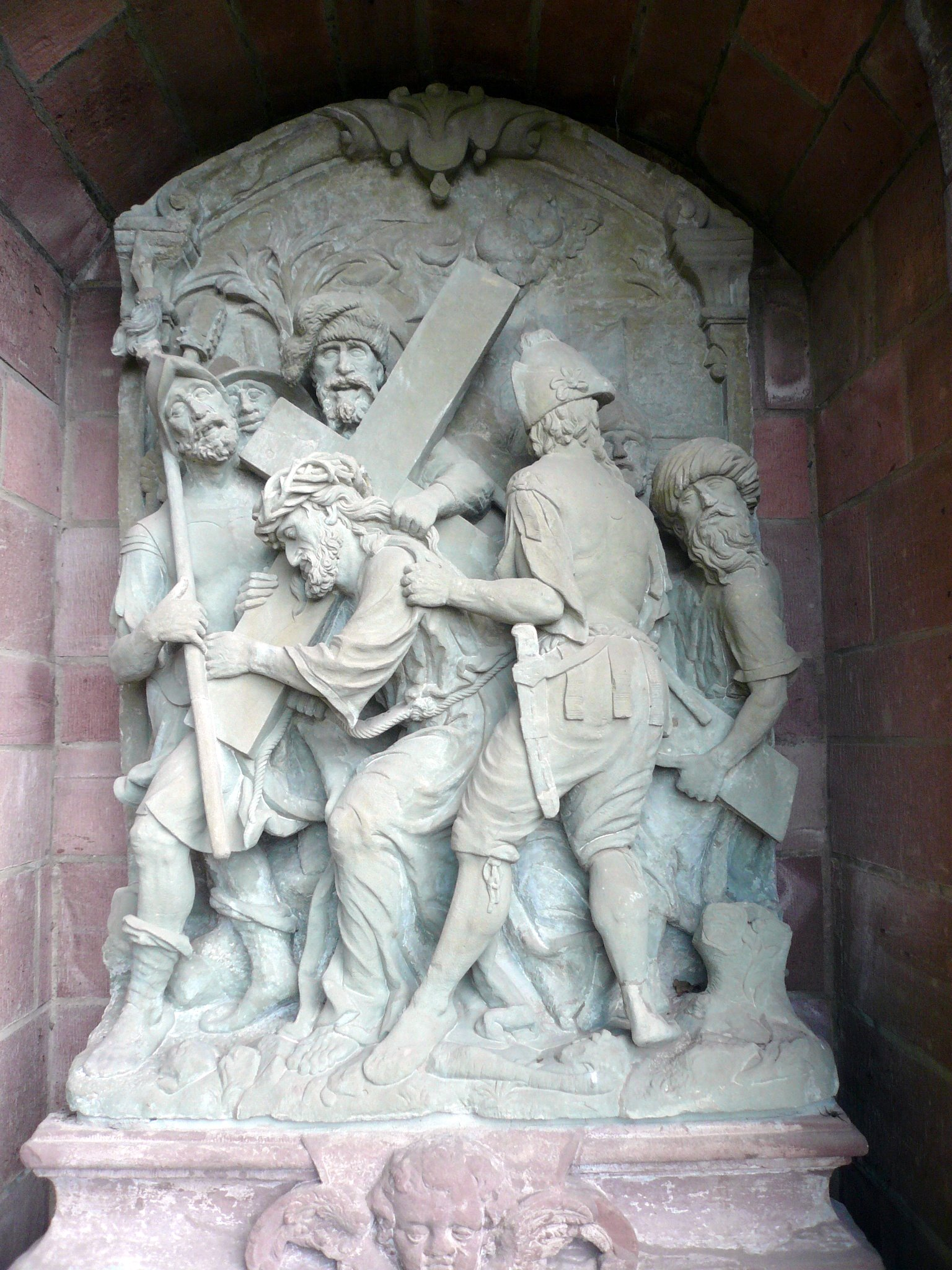
Station 5 – Relief

Dem Kloster stellte sich im Zusammenhang mit der Renovierung – 176 Jahre nach der Erstellung des Kreuzwegs – zum ersten Mal die Frage, wer der Eigentümer von Grund und Boden der Stationen 4 bis 12 ist. Die anderen Stationen stehen auf Klostergrund. Daraufhin wurde anhand des Hammelburger Flurplans ermittelt, dass die Stationen 4 bis 8 und 13 auf Grund und Boden der Stadt Hammelburg stehen. Die Stationen 9 bis 11 befinden sich auf dem Grund des Darlehenskassenvereins Pfaffenhausen. Die Station 12 steht auf einem Grundstück, um das der damalige Besitzer von Saaleck mit dem Vorbesitzer einen Prozess führte. Der Guardian meldete schließlich am 13. April 1909 dem Amtsgericht Hammelburg, dass alle Beteiligten mit der Eintragung der Rechte einverstanden waren.

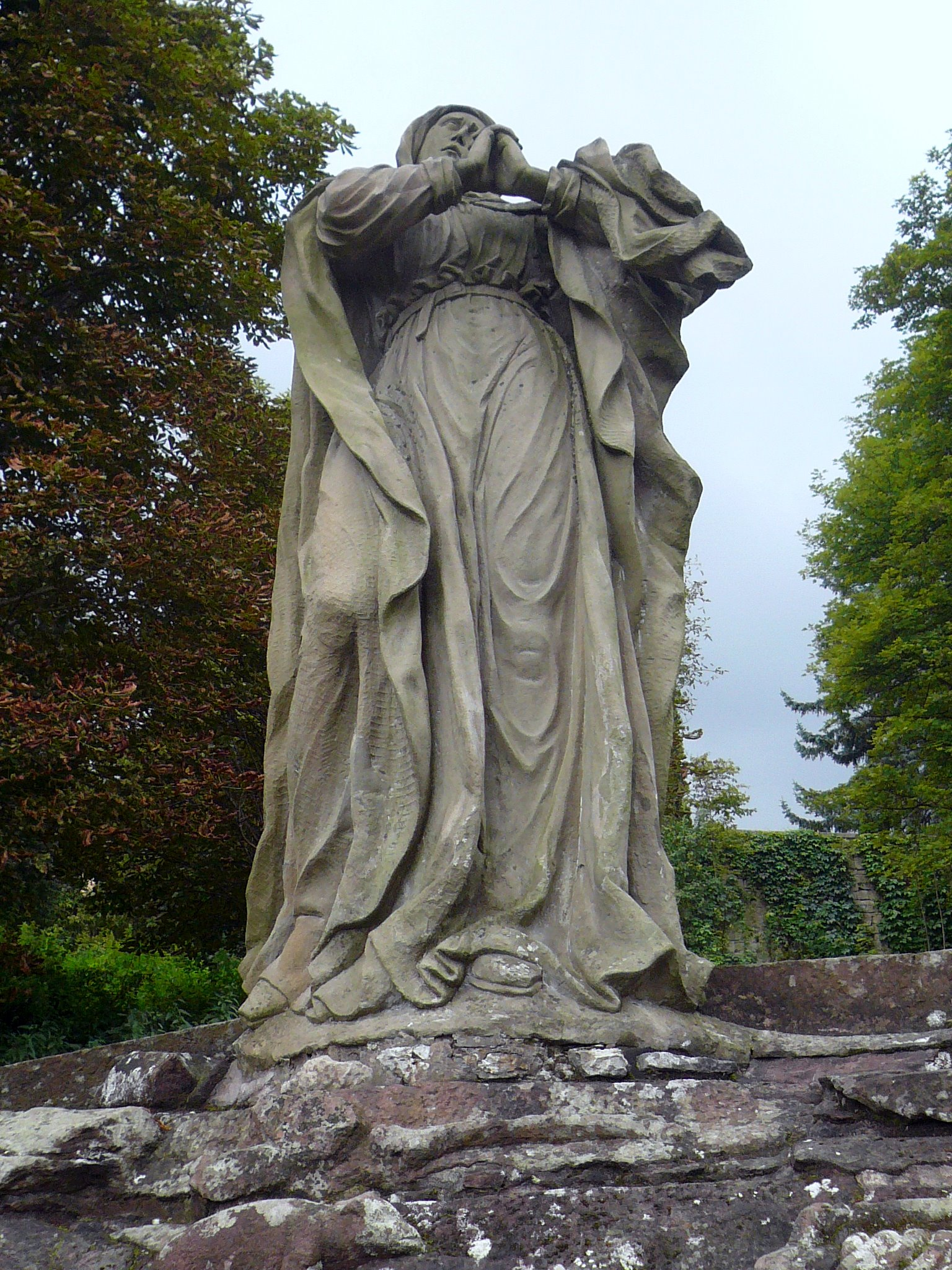
Station 12 – Wehklagende Maria

Nach der Regelung der Besitzverhältnisse wurden die Stationen 1 bis 8 mit öffentlichen und privaten Spenden aber auch mit tatkräftiger Mithilfe der Bevölkerung von September 1909 bis Oktober 1915 restauriert. Mit den Renovierungsarbeiten wurde unter Leitung des Würzburger Bildhauers Mathias Kemmer am 10. September 1909 an der achten Station begonnen, da diese am baufälligsten war. Wie später bei den anderen Stationen auch, wurde das Relief vollständig von der alten Bemalung gereinigt und der Naturstein ausgebessert. Eine neue Bemalung wurde allerdings nicht mehr aufgebracht. Beschädigte Teile der Figuren wurden repariert, die Inschriftentafeln teilweise erneuert.
Die zweite Renovierung mit den Stationen 9 bis 14 fand etwa 20 Jahre später statt. Die Station 12 wurde 1933 restauriert. Nach dem Abschluss der Renovierungsarbeiten an dieser Station am 23. Juli 1933 wurde das 200-jährige Jubiläum des Kapellenkreuzweges gefeiert. Bei diesem Fest wurden Spendengelder gesammelt, um die Renovierungsmaßnahmen am Kreuzweg fortsetzen zu können. Die Renovierungsphase dauerte bis 6. September 1941, wobei unter anderem fehlende Teile der Inschrift ergänzt und die einzelnen Kapellengitter gestrichen wurden. Die fehlenden Abschnitte der Inschrift konnten teilweise nach dem Studium der Klosterchronik (Annales Conventus Palaeopolitani – Band zwei und drei) ergänzt werden. Außerdem erhielten die Gitter der einzelnen Stationen einen neuen Anstrich. Nach dem Zweiten Weltkrieg wurden verschiedentlich einzelne Stationen renoviert.

### Zweite Renovierungsphase

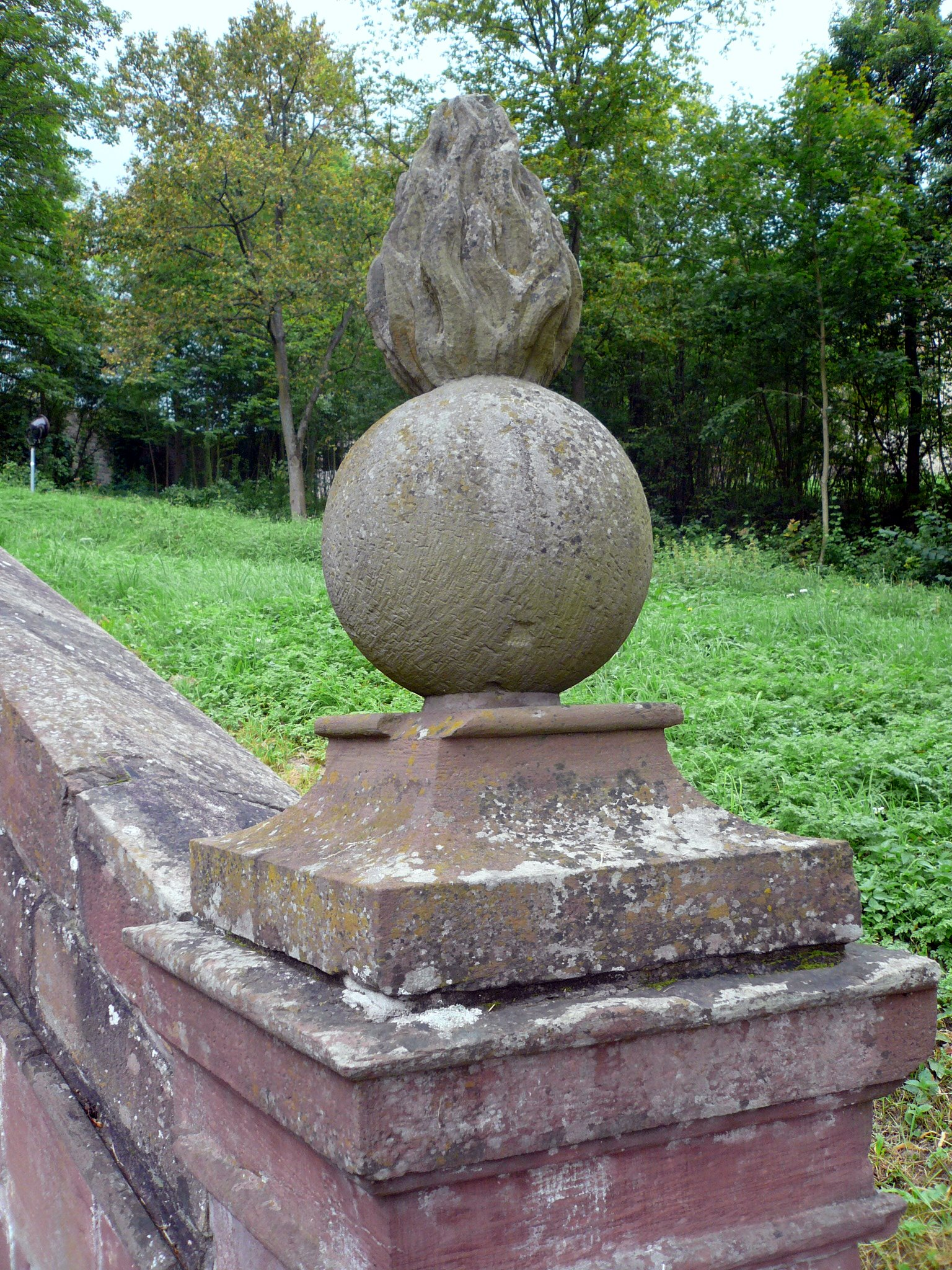
Station 12 – Kugel auf dem Treppengeländer

Von 1993 bis 1996 erfolgte eine vollständige Restaurierung des gesamten Kreuzweges. Dabei wurden die augenfälligen Schäden an den Stationen behoben. Es wurde auch versucht, einem weiteren Verfall des Kreuzweges entgegenzuwirken. Stadtbaumeister Adolf Weibel und sein Mitarbeiter Reiner Baden von der städtischen Bauabteilung übernahmen die Aufsicht über die Bauarbeiten, die durch die Firma Muth aus Ebensfeld ausgeführt wurden. Dr. Annette Faber vom Bayerischen Landesamt für Denkmalpflege stand beratend zur Seite. Während der Renovierungsphase wurden die einzelnen Stationen mit einem Wetterschutz versehen. Auf Wunsch des Klosters wurde bei dieser Restaurierung versucht, die teilweise unleserlich gewordenen Inschriften der einzelnen Kapellen lesbar zu ergänzen. Bei der Untersuchung stellte sich heraus, dass die Ergänzung bei der ersten Renovierung Anfang des 20. Jahrhunderts in mehreren Fällen fehlerhaft war. Probleme gab es bei den Stationen eins, zwei, zehn und 13. Die Namen der Stifter konnten nicht überall ergänzt werden. 

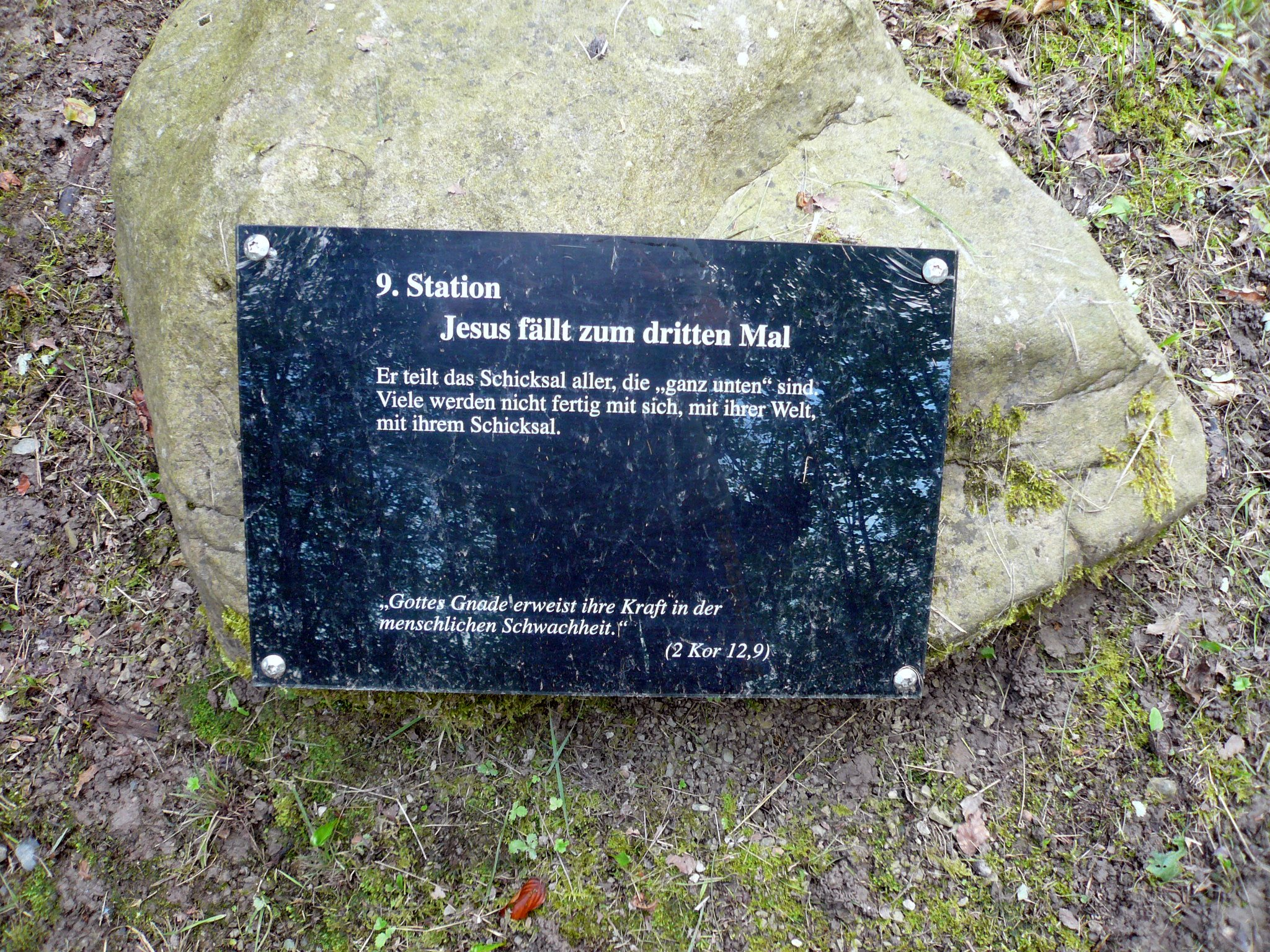
Station 9 – 1999 angebrachte Tafel

Die Restaurierungskosten beliefen sich auf etwa 370.000 Euro und wurden von der Stadt Hammelburg mit Zuschüssen des Landesamtes für Denkmalpflege, der Landesstiftung und der Diözese Würzburg aufgebracht. 1999 wurden neben den 14 Stationen Erläuterungstafeln angebracht, auf denen die von Pfarrer Treutlein verfasste Beschreibung der Stationsmotive und Bibelverse zu lesen sind.

## Verlauf

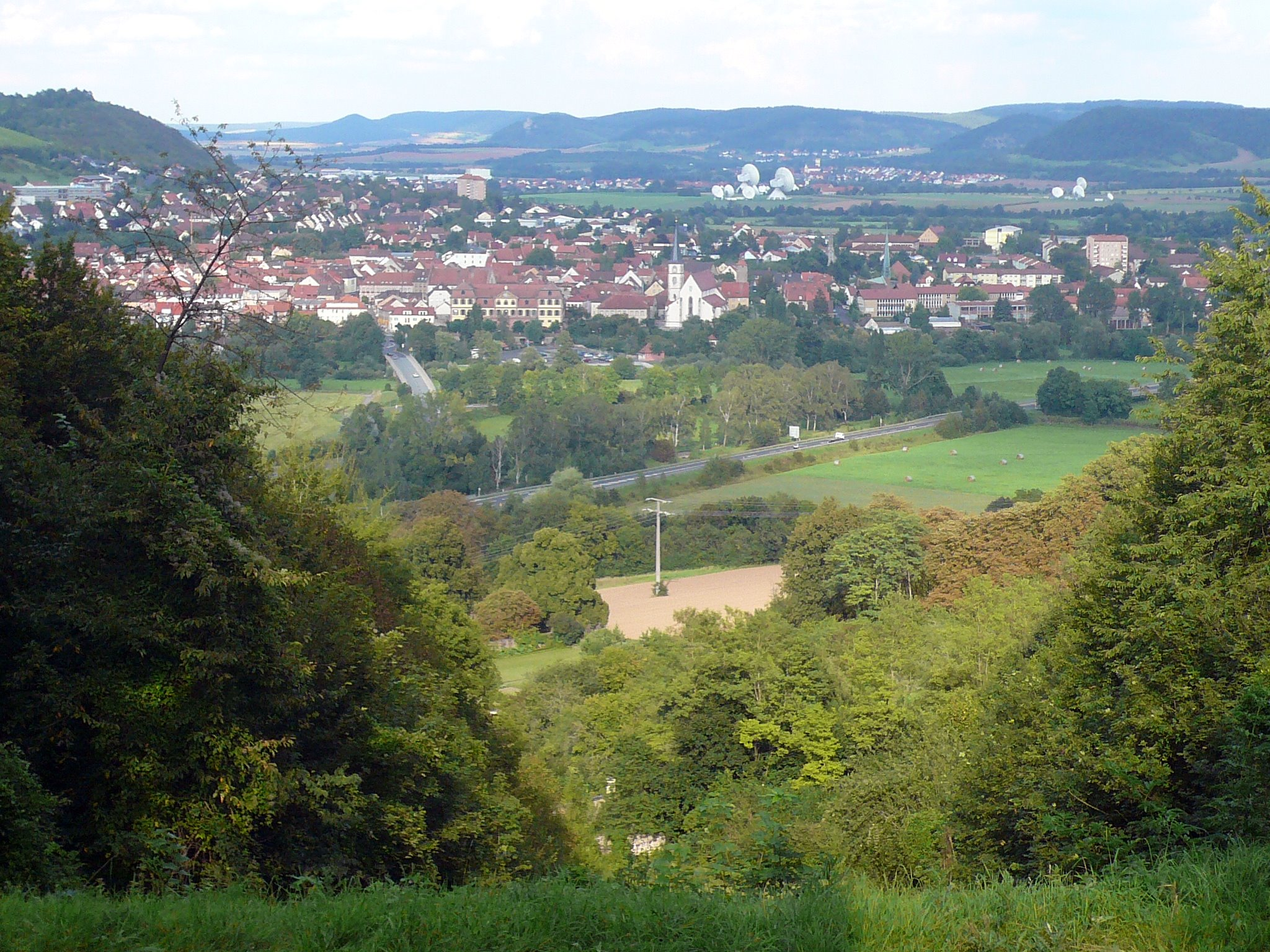
Blickachse von der Kreuzigungsgruppe nach Hammelburg mit der Erdfunkstelle Fuchsstadt im Hintergrund

Der Kreuzweg als Rundweg stellt eine Seltenheit unter den Kreuzwegandachten dar. Diese Form trat vereinzelt erst im Barock auf. Anfang und Ende des Weges ist der Vorplatz der Klosterkirche. Die geschlossene Form war von Anfang an geplant. Auf der einen Seite führt der Alleeweg nach oben und auf der anderen Seite geht es über den Treppenweg zurück zur Klosterkirche. Die 14 Stationen haben ungefähr den gleichen Abstand voneinander. Die Kreuzigungsgruppe steht auf einem Plateau mit Blickachse zur Stadt, zum Kellereischloss und in das Fränkische Saaletal.
Der Kapellenkreuzweg beginnt auf dem Kirchenplatz an der Nordseite der Kirche in einer Höhe von 203 Metern über Normalnull und 30 Meter oberhalb der Fränkischen Saale. Die erste und die zweite Kapelle stehen direkt an der Klostermauer. Die dritte Station befindet sich an deren Westseite. Die Stationen vier bis sechs sind teilweise in die Außenseite der nördlichen Klostermauer eingelassen. Der Weg steigt daraufhin langsam an, führt um die Südostecke des Klosters herum und wird steiler. An der Außenseite der Ostmauer folgen die Stationen sieben und acht. Der Weg biegt am Ende der Ostmauer nach Westen ab und führt als Alleeweg mit alten Kastanienbäumen und Linden und den Stationen neun bis elf innerhalb des Waldes stetig bergauf. Am höchsten Punkt des Kreuzweges, in etwa 270 Meter Höhe über Normalnull, keine 100 Meter vom Schloss Saaleck entfernt und etwa 15 Meter unterhalb des Schlosses, steht die zwölfte Station, die Kreuzigung. Dieser erhöhte Ort symbolisiert den Berg Golgotha, auch Kalvarienberg genannt. Anschließend geht es der Westmauer folgend einen Treppenweg hinunter zum Kloster. Am Treppenweg befindet sich die 13. Station. Den Abschluss des Kreuzweges bildet die Grabkapelle am Kirchenplatz innerhalb des Klosters und nur wenige Meter von der ersten Station entfernt.

## Beschreibung
Die einzelnen Kreuzwegstationen sind als Kapellen mit Rundbogennischen gestaltet; die Rahmung bilden Pilaster mit Schmuckbändern aus Akanthusblattgewinden, Blumen und Blüten. Über den Pilastern erstreckt sich ein mit Rollwerk und Akanthus verzierter gesprengter Giebel, eine Giebelform, bei der der Mittelteil ausgespart und nicht geschlossen ist. Die Stationen sind auf Kartuschen am Giebelfeld nummeriert, die Giebel mit Kreuzen bekrönt. Den Kapellennischen sind Balustraden vorangestellt. In dem so entstandenen Raum befindet sich das Figurenrelief auf einem hohen Sockel, darunter eine Sockelkartusche mit Inschrift. Die Stationen waren ursprünglich farbig bemalt und mit Gittern verschlossen. Heute sind nur noch vereinzelt farbliche Reste vorhanden, und nur an den Stationen sieben und acht befinden sich Gitter, während bei den anderen nur noch die Scharnierbänder zu sehen sind. Die Kapellen haben – bis auf Station 12 (Kreuzigung) und 14 (Grabkapelle) – bei einer Breite von etwa zwei Metern eine Höhe von etwa 3,5 Metern. Das Figurenrelief selbst hat eine Breite von etwa 1,2 und eine Höhe von etwa 1,5 Metern.

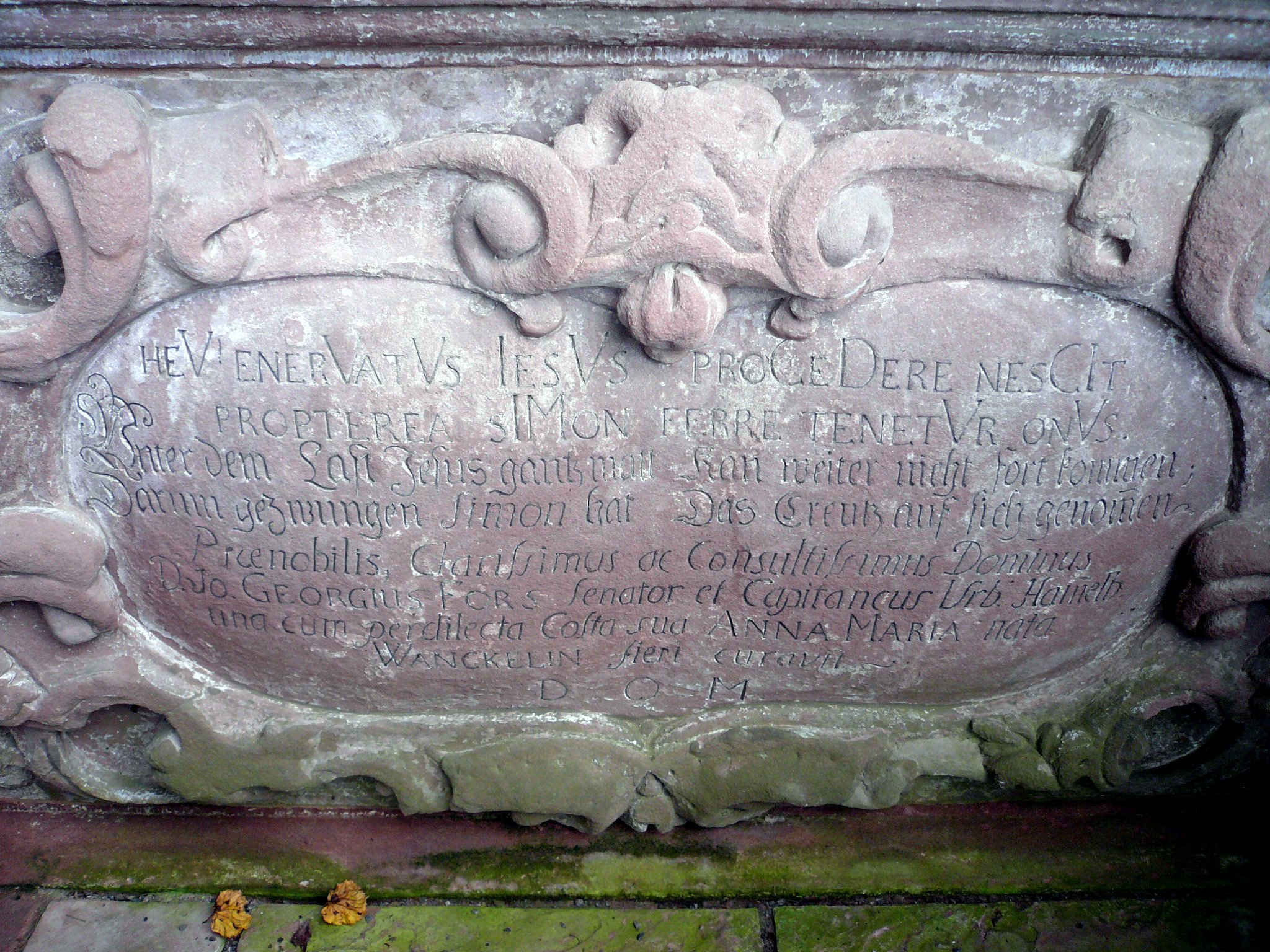
Kapellenkreuzweg – Station 5, Inschrift

Die Inschriften beschreiben in Lateinisch und Deutsch das Geschehen der jeweiligen Station. Darunter ist der Name des Stifters zu lesen. Die lateinischen Inschriften sind meist als Chronogramm gestaltet. Die Buchstaben I, V, X, L, C, D, und M werden als römische Zahlen hervorgehoben, deren Addition jeweils die Jahreszahl 1733 ergibt, das Jahr, in dem der Kreuzweg errichtet wurde. 
Sieben Kapellen der 14 Stationen – eins, zwei und sieben bis elf – sind aus grünlichgelbem, die Stationen drei bis sechs und zwölf bis 14, einschließlich der Kreuzigungsgruppe und der Grabkapelle aus rotem Sandstein ausgeführt, wobei letztere mit Verkröpfungen und seitlichen Volutenschnecken schmuckreicher sind. Der Grund dafür liegt darin, dass die Kapellen aus rotem Sandstein an exponierten Stellen, beispielsweise an der Wallfahrtsstraße, stehen.

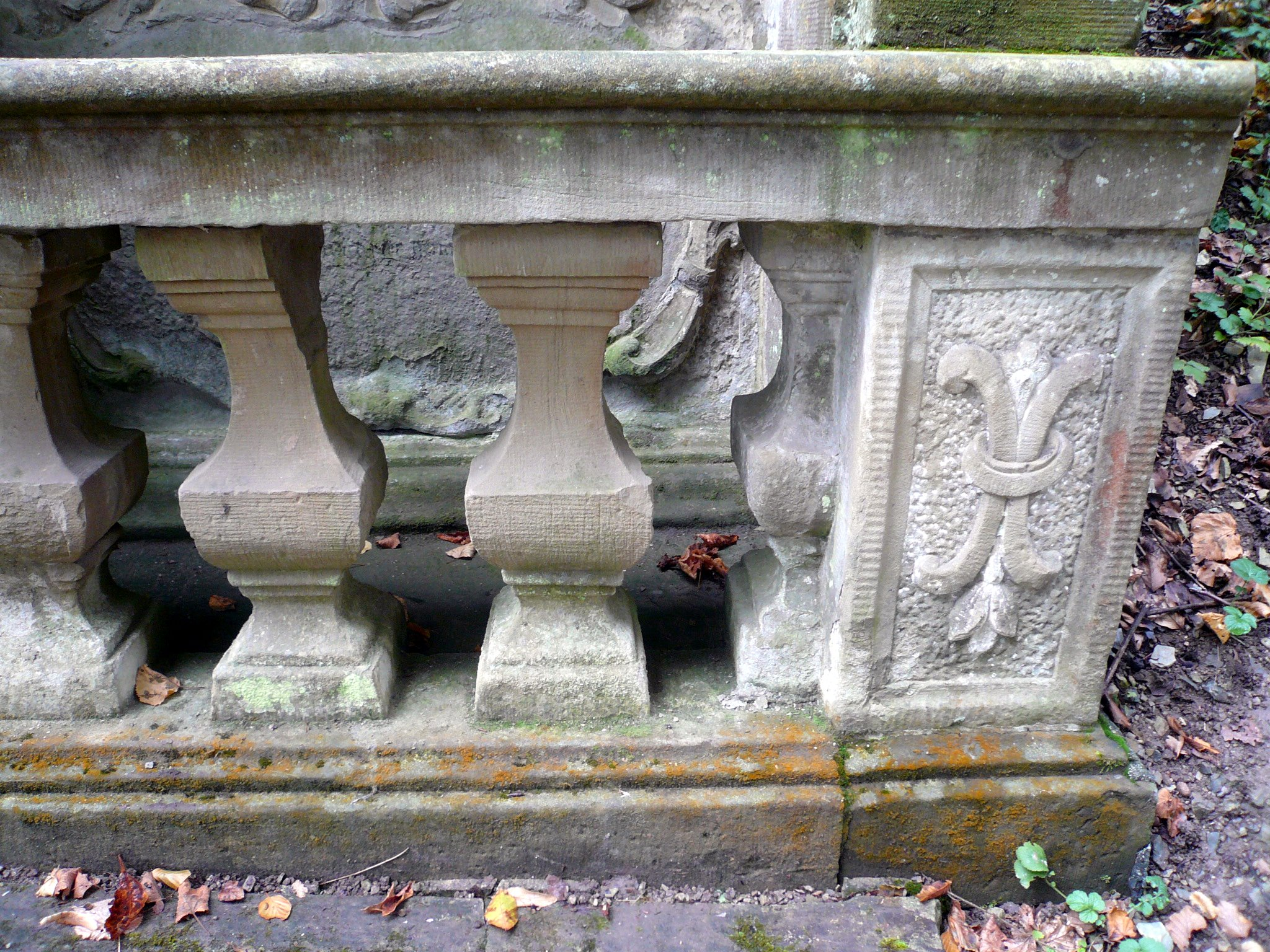
Einheitliche Balustrade der Stationen

Die Figurenreliefs und die Figuren der Kreuzigung und der Grabkapelle sind ausnahmslos aus grünlichgelbem Sandstein gefertigt. Spuren der ursprünglichen Bemalung sind noch an einigen Relieffiguren vorhanden. 1996 wurde während der Renovierung die Dornenkrone Christi mit einer frischen Vergoldung versehen. Durch die Renovierungsmaßnahmen unterscheidet sich die heutige Erscheinungsweise der Reliefs von der damaligen durchgehend farbigen Ausgestaltung, die die Volksfrömmigkeit ansprechen sollte.
Die Grabkapelle, ebenfalls aus rotem Sandstein, ragt als Risalit aus der Klostermauer hervor. In der Fassadengestaltung mit gesprengtem Giebel und Kreuzbekrönung, den Seitenvoluten und der Balustrade wurden bewusst Motive der Stationen übernommen. Die Grabkapelle trägt über dem Eingang ein Giebelfeld mit reichverzierter Kartusche und dem Doppelwappen des Stifterehepaares Hugo Phillipp Eckenbert von Dalberg und Anna Zobel von Giebelstadt.
Bei den einzelnen Stationen sind die Szenen des jeweiligen Passionsereignisses figurenreich und mit zahlreichen Details dargestellt. Die Widersacher Christi sind mit fratzenhaften und überspitzten Gesichtern gestaltet. Durch die ehemalige farbige Bemalung der Reliefs sollten Gut und Böse leicht zu unterscheiden sein und die leidende Gestalt Christi zum Mitleid anregen.

## Künstler

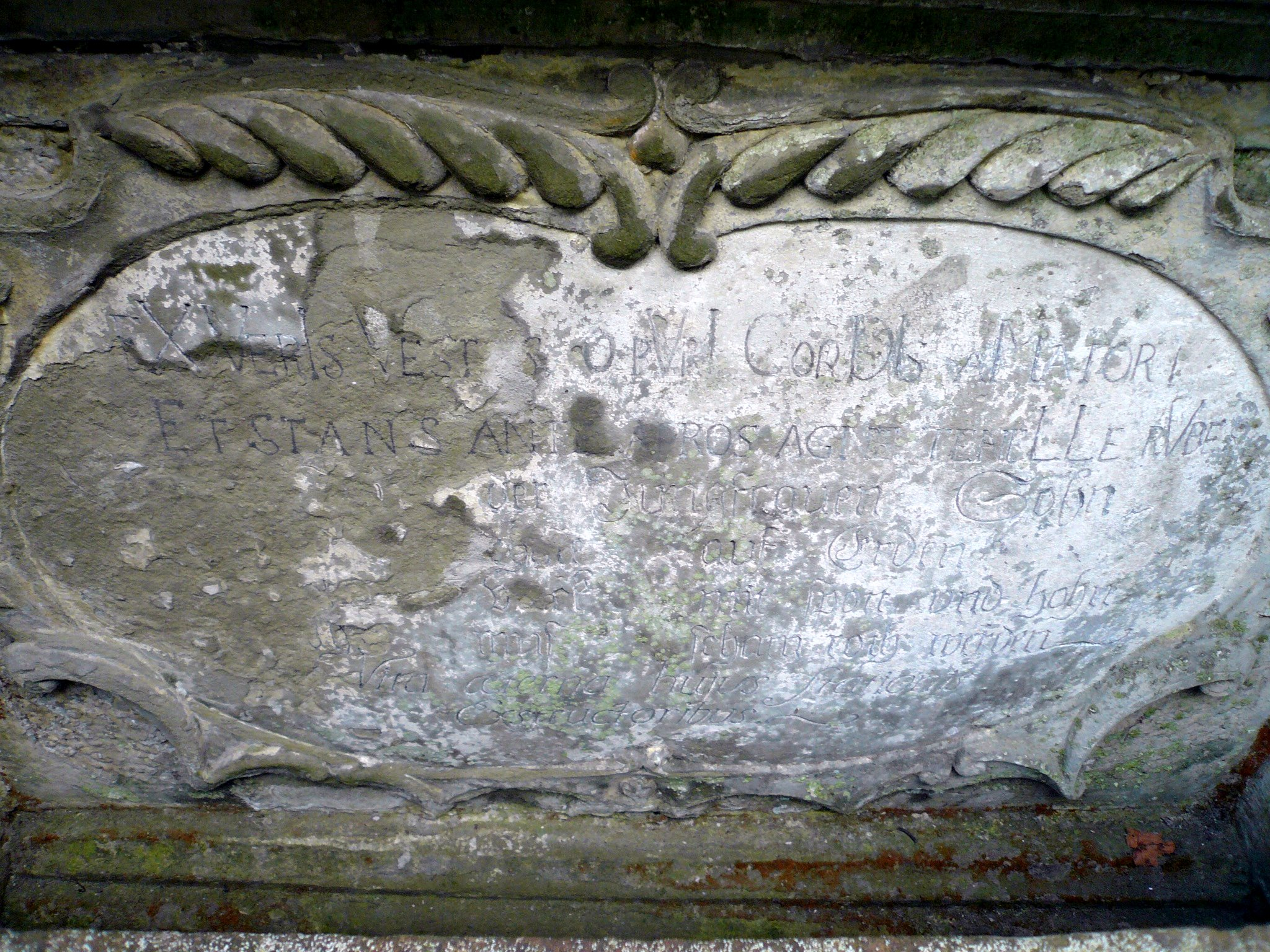
Station 10 – Inschrift mit rekonstruierten Abschnitten und nicht erkennbaren Abschnitten

Die Künstler des Hammelburger Kreuzweges haben auch die Kreuzwege beim Kloster Volkersberg in der Nähe von Bad Brückenau und in Fulda auf dem Frauenberg und dem Kalvarienberg gestaltet. Es waren der Hammelburger Bildhauer Johann Jakob Faulstieg (1697–1768) und sein Helfer, der Franziskanerbruder Wenzeslaus Marx (1708–1773) aus Leitmeritz. Das Konzept der Kreuzweganlage, die Kapellengestaltung und die Komposition der Figurenreliefs stammen von Faulstieg. Die Geschlossenheit der Komposition, die überzeugende Tiefenstaffelung raumschaffender Figuren verweisen auf ihn. Faulstieg arbeitete mit Figurenüberschneidungen und gestaltete zudem Rückenfiguren. Die Figuren sind meist von kompaktem Körperbau mit eher rundlichen Gesichtern.

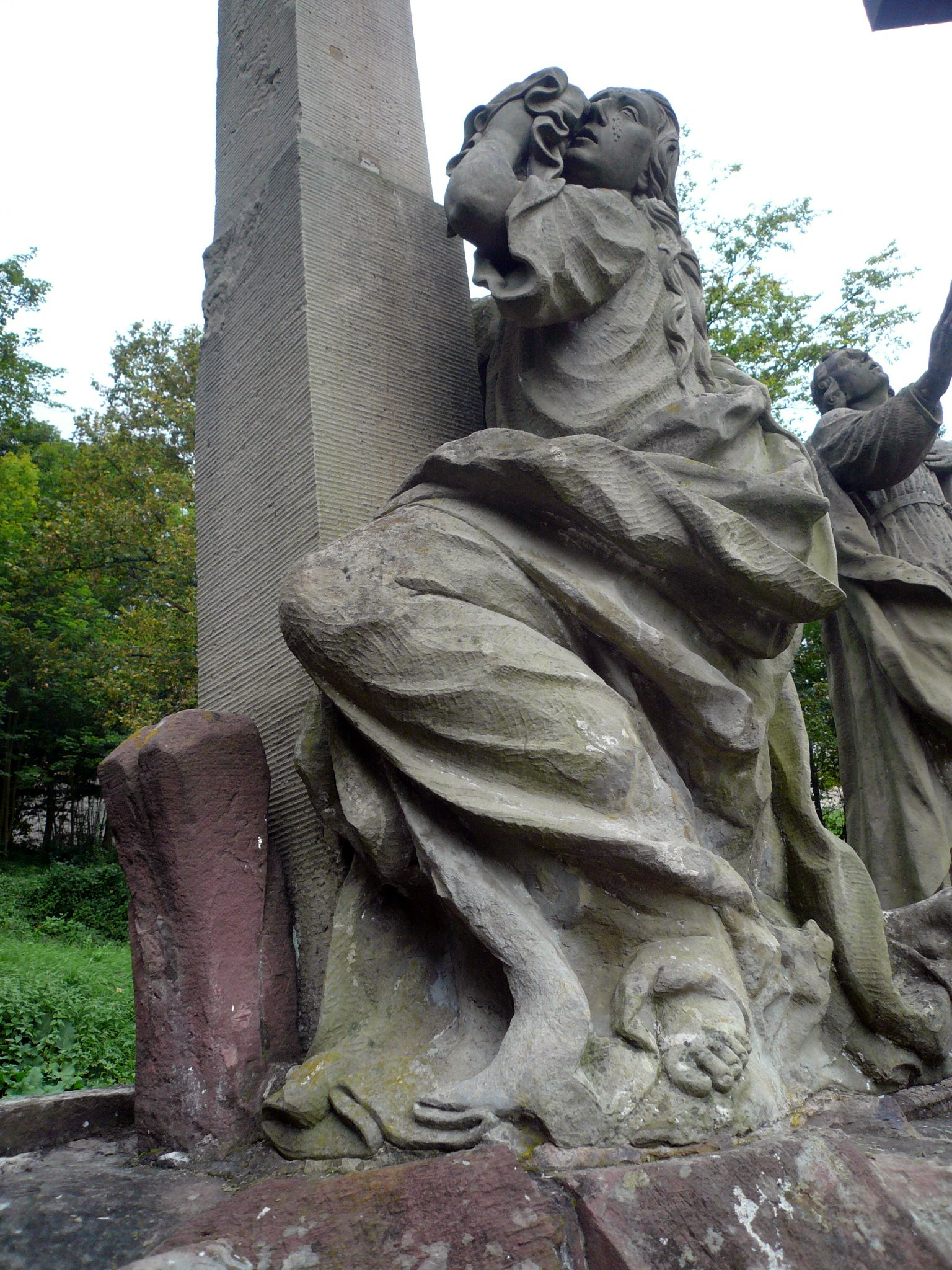
Station 12 – Maria Magdalena, den Fuß des Kreuzes Christi umfassend

Die Arbeiten von Wenzeslaus Marx lassen sich an den Figuren mit Überlänge erkennen, wie etwa die Reliefs der Stationen zwei und drei. Die Oberflächengestaltung ist dabei weniger lebhaft, die Gewandbildung verhaltener. Im Umgang mit Figurenüberschneidungen zeigt er sich wesentlich zaghafter als Faulstieg. Die von Wenzeslaus Marx ausgeführten Reliefs wirken etwas steifer. An einigen Stationen haben beide Künstler gemeinsam an den Figurenreliefs gearbeitet. Beispielsweise stammt an der ersten Station die Gruppe um Christus von Wenzeslaus Marx und die Palastarchitektur mit Balustrade und Arkadenbögen von Faulstieg. An der freistehenden Kreuzigungsgruppe waren ebenfalls beide tätig.
Es muss allerdings noch ein dritter Künstler an der Ausarbeitung des Kreuzweges beteiligt gewesen sein. Die Figurenreliefs der siebten und achten Station weisen in ihrer Ausführung deutlich auf eine Werkstattarbeit hin, da es den dargestellten Szenen an Prägnanz fehlt. Unklar bleibt der Ausdruck der Figurengesichter. Der Künstler zeigte zudem Schwächen in der anatomisch richtigen Wiedergabe von Körpern. Dies alles spricht für einen Werkstattgesellen von Faulstieg.
Die aufwendige Ausgestaltung und die barocke Anlage des Kreuzweges dürfte auf Einfluss von Andrea Gallasini zurückzuführen sein. Von 1725 bis 1733 übernahm der aus Mantua stammende Baumeister im Auftrag des Fürstabts von Fulda, Adolf von Dalberg, die Umgestaltung des Kellereischlosses. Er gestaltete die Gartenseite mit einer Altane. An den Kapellen des Kreuzweges sind diese Arkadenmotive sowie die Balustradengestaltung wiederzufinden. Die Konzeption des Kreuzweges mit einer barocken Blickachse zum Kellereischloss dürfte ebenfalls durch Gallasini angeregt worden sein.

## Beschreibung der Kapellen, Inschriften und Reliefs
An den Stationen wird die jeweilige Szene kurz in lateinischen elegischen Distichen (Übersetzung nachstehend in runden Klammern) und in Deutsch (in lyrischer Form) beschrieben. Teile der Inschrift, die nach dem langen Verfall nicht mehr entzifferbar waren, hat man bei den Restaurierungen auf den Inschrifttafeln freigelassen. Ergänzungsvorschläge des Restaurators sind nachstehend in eckigen Klammern ([…]) eingefügt. Bei jeder Station ist seit 1999 auf einer nebenstehenden Tafel ein Bibelvers zitiert. 

### Station 1 – Jesus wird zum Tode verurteilt
Die Kapelle der ersten Station aus grüngelblichem Sandstein ist an der Rückseite in eine Begrenzungsmauer des Kirchplatzes integriert. Eine im Frühjahr 1910 begonnene Restaurierung wurde bis 24. Juli 1910 abgeschlossen. Dabei wurde die Inschrift teilweise falsch ergänzt, wie sich zwischen 1993 und 1996 bei der zweiten Restaurierung herausstellte. Im Gegensatz zu den anderen Kapellen sitzt der Stein mit dem Relief unmittelbar auf dem Stein mit der Inschriftenkartusche auf. Von den ehemaligen Türgittern sind auf der rechten Seite zwei Scharniere erhalten. 
Das Bildprogramm der ersten Station zeigt die Verurteilung Christi durch Pilatus. Links wird Christus, von drei Schergen umringt, gefesselt und trägt eine Dornenkrone. Rechts auf einem Thron sitzend erhebt Pilatus beide Hände. Dazwischen erscheint ein Knabe, fast verdeckt, mit einem Wassergefäß. Dies und die erhobenen Hände des Pilatus sind ein Hinweis darauf, dass er seine Hände in Unschuld wäscht. Der Reliefgrund der Kapellenausführung zeigt eine reichgegliederte Palastarchitektur mit Balustrade und Arkaden, in der die Geißelung Christi zu sehen ist.

### Station 2 – Jesus nimmt das Kreuz auf seine Schultern
Die Kapelle der zweiten Station aus grüngelblichem Sandstein ist an der Rückseite mit einer niedrigen Umfassungsmauer des Kirchplatzes verbunden. Zusammen mit der ersten Station wurde ihre erste Restaurierung bis 24. Juli 1910 abgeschlossen. Auch hier ist die Inschrift teilweise fehlerhaft ergänzt. Eine zweite Restaurierung fand zwischen 1993 und 1996 statt. Wie bei der ersten Kapelle sitzt der Stein mit dem Relief unmittelbar auf dem Stein mit der Inschriftenkartusche auf und wieder sind nur auf der rechten Seite zwei Scharniere der ehemaligen Türgitter erhalten.
Das Bildprogramm der zweiten Station zeigt, wie Christus das Kreuz auf seine Schultern nimmt. Von den sechs Schergen verhöhnen ihn drei mit geöffneten Mündern. Die zahlreichen Lanzen der Soldaten erscheinen im Hintergrund vor einer Stadtarchitektur. Die in diesem Relief vorkommenden Figuren mit Überlängen weisen auf Arbeiten des Franziskanerbruder Wenzeslaus Marx (1708–1773) aus Leitmeritz hin.

### Station 3 – Jesus fällt zum ersten Mal unter dem Kreuz
Die Kapelle der dritten Station aus rotem Sandstein ist nur mit der niedrigen dahinter verlaufenden Begrenzungsmauer des Klosters verbunden. Durch den Restaurator Kemmer wurde sie zwischen dem 18. Mai und dem 23. Juli 1911 erstmals vollständig restauriert. Eine zweite Restaurierung fand zwischen 1993 und 1996 statt. Der Stein mit dem Relief steht auf einem konvex profilierten Gesimsstein, dessen vorderes Ende von einer geöffneten Muschel beherrscht wird. Zeugnisse ehemaliger Türgittern fehlen. Die Balustrade weist als Besonderheit vier Säulen auf.
Das Bildprogramm der dritten Station zeigt, die in der Bibel nicht vorkommende Szene, wie Christus das erste Mal unter dem Kreuz zusammenbricht. Erschöpft und auf die Knie gesunken wird er von den Soldaten genötigt weiterzugehen, indem sie an seinen Haaren und Fesselungsstricken ziehen. Im Hintergrund erhebt sich ein Reiter vor einer Palastarchitektur.

### Station 4 – Jesus begegnet seiner Mutter
Die Kapelle der vierten Station aus rotem Sandstein steht an der Rückseite einer hohen Natursteinmauer und ist mit ihr verbunden. Als sie von Ende Juli bis Anfang August 1912 restauriert wurde, steckte sie fast einen halben Meter im Boden und musste zunächst freigelegt werden. Dabei mussten auch viele beschädigte Details an den Figuren des Reliefs ersetzt werden. Bei der zweiten Restaurierung von 1993 bis 1996 wurde durch die Firma Lömpel aus Arnstein zwischen der Natursteinmauer und der Kapelle eine Vertikalisolierung eingebaut, die eine weitere Durchfeuchtung von hinten verhindert. Der konvexe Gesimsstein unter dem Relief wird von einem floralen Ornament beherrscht. Zeugnisse von ehemaligen Gittertüren finden sich auf beiden Seiten.
Das Bildprogramm der vierten Station zeigt die Begegnung Jesu mit seiner Mutter Maria. Maria wendet sich von links weinend ihrem Sohn zu. Jesus ergreift tröstend die Hand seiner Mutter. Über Marias Schulter schaut eine zweite Frauengestalt. Die vier Schergen, mit verschiedenen Kopfbedeckungen, drängen ihn aber bereits vehement zum Weitergehen.

### Station 5 – Simon von Kyrene hilft Jesus das Kreuz zu tragen
Die Kapelle der teilweise in die Klostermauer eingelassenen fünften Station besteht aus rotem Sandstein. Sie wurde vom 21. Mai bis 5. Juli 1915 erstmals grundlegend restauriert. Während der zweiten Restaurierungsphase wurde sie komplett ausgebaut, die Mauernische vertieft und ausgemauert sowie der Sockel mit Schrifttafel und Relief freistehend ohne Kontakt zur Rückwand neu aufgebaut. Das Relief steht auf einem konvex profilierten Stein, dessen vorderes Ende von einem Engelskopf mit zwei Flügeln beherrscht wird. Von den ehemaligen Türgittern zeugt nur auf der rechten Seite noch ein Scharnier. Die Balustrade weist als Besonderheit vier Säulen auf.
Das Bildprogramm der fünften Station zeigt, wie Simon von Cyrene hilft, das Kreuz zu tragen. Die Peiniger Christi, mit vier unterschiedlichen Kopfbedeckungen, drängen sich dicht um ihn und treiben ihn voran. Simon von Cyrene, im Relief rechts, hat das untere Ende des Kreuzes ergriffen. Er wird mit Turban und Bart dargestellt. Von der Last nicht begeistert schaut er widerwillig zur Seite.

### Station 6 – Veronika reicht Jesus das Schweißtuch
Die Kapelle der sechsten Station aus rotem Sandstein ist mit der dahinter verlaufenden Klostermauer verbunden. Die erste Restaurierung fand im September und Oktober 1915 statt. Bei der zweiten Restaurierung von 1993 bis 1996 wurde die Kapelle komplett ausgebaut, die Mauernischen entsprechend vertieft und ausgemauert, der Sockel mit Schrifttafel und Relief freistehend ohne Kontakt zur Rückwand neu aufgebaut. Das Relief steht auf einem konvex profiliertem Gesimsstein mit stark stilisiertem muschelartigem Ornament. Zeugnisse von Scharnieren der ehemaligen Gittertüren finden sich auf beiden Seiten. Wie die dritte und fünfte Station weist die Balustrade als Besonderheit vier Säulen auf.
Das Bildprogramm der sechsten Station zeigt, wie Christus auf seinem weiteren Weg von Veronika ein Schweißtuch gereicht wird. Diese tritt von rechts in die Szene. Ihr folgt ebenfalls (wie in der vierten Station der Maria) eine Frauengestalt. Christus, das Antlitz auffallend zum Betrachter gewandt, wird von einem Schergen mit einem Stock in den Rücken gestoßen und so zum Weitergehen getrieben.

### Station 7 – Jesus fällt zum zweiten Mal unter dem Kreuz
Die Kapelle der siebten Station aus grüngelblichem Sandstein ist an der Rückseite in die mannshohe Ostmauer aus Naturstein eingebunden. Bei der ersten Renovierung im Oktober 1910 wurde die Stifter-Inschrift ergänzt. Die zweite Renovierung fand von 1993 bis 1996 statt. Das untere Sechstel des Reliefs bildet ein Gesims mit geradem Profil, dessen Vorderseite ein stilisiertes schmetterlingsförmiges Ornament aufweist. Die Gittertüren sind vollständig erhalten. Auf der oberen Kartusche sind die Ablassangaben erhalten.
Das Bildprogramm der siebten Station zeigt die ebenfalls nicht biblisch überlieferte Szene, wie Christus ein zweites Mal unter dem Kreuz zusammenbricht. Obwohl er schon stärker gebeugt als beim ersten Mal (vergleiche Station drei) ist, wird die optische Wirkung durch einen vorangestellten Kleinwüchsigen auf der linken Seite und einen auf den langen Kreuzesbalken sich setzenden Soldaten weiter verstärkt. Er wird von den Schergen des Pilatus weiter verspottet, indem sie ihn an den Haaren ziehen und mit Füßen treten. Hinter der Szene erhebt sich wie bei Station drei ein Reiter.

### Station 8 – Jesus begegnet den weinenden Frauen
Die Kapelle der achten Station aus grüngelblichem Sandstein ist, wie die Station sieben, an der Rückseite in die mannshohe Ostmauer aus Naturstein eingebunden. Am Anfang des 20. Jahrhunderts am baufälligsten, wurde diese Station unter Leitung des Würzburger Bildhauers Mathias Kemmer seit dem 10. September 1909 restauriert und vom königlichen Konservator Angermaier am 10. Januar 1910 inspiziert. Eine zweite Restaurierung fand von 1993 bis 1996 statt. Das Relief ist auf einem halb konvex, halb gerade profilierten Gesimsstein aufgesetzt, dessen Vorderseite ein stilisiertes blütenförmiges Ornament aufweist. Wie bei der siebten Station sind die Gittertüren und auf der oberen Kartusche die Ablassangaben erhalten.
Das Bildprogramm eines unbekannten dritten Künstlers zeigt in der achten Station, wie Christus die weinenden Frauen am Wegesrand tröstet. Er wendet sich einer von rechts kommenden Frau mit Kind zu, die mit einem Tuch ihre Tränen trocknet. Dazu wendet er sich fast ganz um, während zwei Soldaten ihn auf der linken Seite ziehen.

### Station 9 – Jesus fällt zum dritten Mal unter dem Kreuz
Die Kapelle der neunten Station aus grüngelblichem Sandstein ist völlig freistehend. Bei der Restaurierung vom 21. August bis 6. September 1941 wurden die fehlenden Teile des Reliefs und der Inschrift vom Würzburger Bildhauer Andreas Winzheimer ergänzt. Während der zweiten Restaurierung von 1993 bis 1996 wurde die Station im Erdbereich an drei Seiten freigelegt und durch den Einbau einer Drainage isoliert. Wie bei Station acht ist der Gesimsstein unter dem Relief oben konvex und unten gerade profiliert. An der Stirnseite prangt eine nach außen gewölbte Muschel. Reste der Scharniere der Gittertüren sind nur auf der rechten Seite erhalten.
Das Bildprogramm der neunten Station zeigt, wie Christus das dritte Mal unter dem Kreuz stürzt. Diesmal ist er dabei nach rechts gewandt und wird mit Füßen getreten. Einer der verurteilten Schächer, erkennbar am fehlenden Gewand, hilft ihm, das Kreuz wieder aufzunehmen. Im Hintergrund erscheint über der Szene erneut der Reiter vor der Palastarchitektur und einer Kirche.

### Station 10 – Jesus wird seiner Kleider beraubt
Die Kapelle der zehnten Station aus grünlichgelbem Sandstein ist ebenfalls freistehend. In der Restaurierungsphase vom 21. August bis 6. September 1941 wurden fehlende Teile am Relief und der Inschrift ergänzt. Bei der zweiten Restaurierung 1993 bis 1996 wurde festgestellt, dass die Inschriftenkartusche bereits bei der letzten Restaurierung so stark beschädigt gewesen war, dass lediglich die lateinischen Inschriften erneuert werden konnten. Auch diese Station wurde im Erdbereich dreiseitig freigelegt und durch eine Drainage gegen die Umgebung isoliert. Der zur Mitte hin beidseitig getreppt profilierte Gesimsstein wird von einem ovalen Muster beherrscht. Reste von Scharnieren der Gittertüren sind nur auf der rechten Seite erhalten geblieben.
Das Bildprogramm der zehnten Station zeigt, wie Christus von den Soldaten entkleidet wird. Von den fünf Soldaten tragen drei einen ähnlichen Helm. Der Soldat vorn rechts trägt am Gürtel ein Schwert in auffallend arabisch-orientalischer Form. In der stark zentrierten Szene zerren sie Jesus, dessen Dornenkrone vergoldet ist, das Gewand vom Leibe. Der Berg Golgatha ist bereits im Hintergrund zu sehen.

### Station 11 – Jesus wird ans Kreuz geschlagen
Die Kapelle der elften Station aus grüngelblichem Sandstein ist als dritte in der Folge freistehend. Sie wurde vom 21. August bis 6. September 1941 restauriert, dabei wurden fehlende Teile der Inschrift und des Reliefs ergänzt. Während der zweiten Restaurierung 1993 bis 1996 wurde sie im Erdbereich an drei Seiten freigelegt und durch Einbau einer Drainage isoliert. Der Gesimsstein zwischen Relief und Inschrift ist zur Mitte hin doppelt getreppt profiliert und wird von einem stark stilisierten Blumenmuster beherrscht. Auf der oberen Kartusche sind Teile der originalen Ablassinschrift und Teile einer späteren Beschriftung „STATIO“ übereinander erkennbar. Als Zeugnisse der Gittertüren sind nur auf der rechten Seite noch Scharnieraufhängungen erhalten.
Das Bildprogramm der elften Station zeigt, wie Jesus ans Kreuz genagelt wird. Während rechts ein Soldat einen Nagel durch die Füße treibt, hält links ein Soldat den Schild mit der Aufschrift „SPQR“ in seiner Hand. Drei Soldaten ziehen über dem Kreuz stehend Jesus an Stricken, die um seine Handgelenke gelegt sind. Auf der rechten Seite verspotten zwei Personen mit offenen Mündern und teilweise erhobenen Händen den gerade Gekreuzigten oder klagen ihn an. Der Blick geht im Hintergrund vom Berg Golgotha hinunter zu einer Ansiedlung, die von der architektonischen Gestaltung her an eine fränkische Stadt erinnert.

### Station 12 – Jesus stirbt am Kreuz
Die zentrale Station des Kreuzweges ist die zwölfte, gezeigt wird die Kreuzigung Christi. Diese Station erhebt sich wie bei der Kreuzigung Christi auf Golgatha am höchsten Punkt des Kreuzweges und ist wie eine Schauspielbühne gestaltet. Sie ist als große, freistehende Figurengruppe angelegt und befindet sich direkt zu Füßen von Schloss Saaleck. Die Kreuze stehen auf felsigem Grund, den Berg Golgotha symbolisierend, und sind über eine zweiarmige Treppe mit Balustrade erreichbar. Die Sockelzone trägt die Jahreszahl 1733. Im felsigen Boden sind Pflanzen, Tiere und Skelette dargestellt als Zeichen dafür, dass die ganze Schöpfung vom Erlösungswerk Christi betroffen ist. Das Geschehen aus dem Glauben heraus deuten Spruchbänder und Kartuschen mit Inschriften an. Auf beiden Seiten der Brüstung steht je eine Putte mit Inschriften.
In der Mitte erscheint Christus mit Strahlenkrone. Maria kniet betend an seinem Kreuz. Der Apostel Johannes ist rechts dargestellt. Die wehklagende Maria Magdalena erhebt sich links. Das Geschehen wird rechts und links von den beiden gekreuzigten Schächern umrahmt. Christus neigt sich sterbend dem reumütigen Schächer zu. Der andere Mitgekreuzigte wendet sich mit herausgestreckter Zunge vom Erlöser weg.

### Station 13 – Jesus wird vom Kreuz genommen
Die Kapelle der 13. Station aus rotem Sandstein ist freistehend. Vom 21. August bis 6. September 1941 restauriert, ergänzte auch hier der Bildhauer Andreas Winzheimer fehlende Teile der Inschrift und des Reliefs. Obwohl diese Station bereits 1988 vom Westheimer Bildhauer Siegfried Herterich für 30.000 Deutsche Mark, die durch eine Spende der Sparkasse Bad Kissingen gedeckt wurde, restauriert worden war, wurde sie von 1993 bis 1996 erneut renoviert. Trotz der dreifachen Restaurierungsbemühungen im 20. Jahrhundert weist das Relief die stärksten Zerstörungserscheinungen des gesamten Kreuzwegs auf. Der konvex profilierte Gesimsstein unter dem Relief wird durch eine große nach innen gewölbte Muschel beherrscht, in die eine kleine nach außen gewölbte Muschel platziert ist. Zeugnisse der ehemaligen Gittertüren fehlen völlig. 
Das Bildprogramm der 13. Station zeigt die Kreuzabnahme Christi. Der tote Christus ist in den Schoß seiner schreienden Mutter gesunken. Seine Füße ergreift neben ihr die Rückenfigur des Nikodemus. Maria Magdalena und Johannes erscheinen auf der rechten Seite. Das Kreuz im Hintergrund, an dem zwei Leitern lehnen, ist mit der Inschrift „INRI“ überschrieben.

### Station 14 – Der Leichnam Jesu wird ins Grab gelegt
Die 14. Station ist als geschlossene Grabkapelle ausgeführt, die in die Klostermauer integriert ist. Von Mai bis Oktober 1934 wurde sie zum ersten Mal restauriert und dabei die zerstörte Fassade sowie das fast unkenntliche Wappen wiederhergestellt. Auch das Innere und die Fenster der Grabkapelle wurden renoviert, die Arbeiten wurden bis zum 15. September 1935 abgeschlossen. Eine zweite Restaurierung wurde 1987, die dritte von 1993 bis 1996 durchgeführt. Als einziges der 14 Reliefs ist hier die Farbigkeit erhalten oder doch zumindest restauriert worden. Die Bemalung der Figuren in der Grabkapelle entstammt der Renovierung im Jahr 1935.
Das Relief zeigt vor dem Altar den Leichnam Jesu in einem felsigen Grab, von Engeln beweint. Hinter und über dem Altar wird er als Auferstandener gezeigt, gerahmt von einer Strahlenmanderola. Zwei ganze Engelsfiguren sowie mindestens elf Engelsköpfe umrahmen die nach oben blickende Gestalt des Siegers mit der Kreuzfahne.

## Vorbildwirkung für spätere Kreuzwege
Bald nach der Fertigstellung des Kreuzweges Altstadt wurde der Künstler Faulstieg mit der Errichtung weiterer Andachtswege im Hochstift Fulda beauftragt. Die Wirkung des Kapellenkreuzweges reichte bis Würzburg. Dort wurde nach Plänen von Johann Balthasar Neumann ein Stationsweg am Käppele mit einzelnen Kapellen als Pavillons, die an barocke Schlossarchitektur erinnern, angelegt. Darin stehen lebensgroße, freistehende Figuren. Der Kapellenkreuzweg Kloster Altstadt bildete eine Vorstufe für die dortige Gestaltung.